# Ludwikówka (rejon iwanofrankowski)
Ludwikówka (ukr. Людвиківка) – dawna wieś na Ukrainie, w obwodzie iwanofrankiwskim, w rejonie rohatyńskim. Leżała między Bursztynem a Korostowicami.

## Historia
Ludwikówka to dawna wieś. W II Rzeczypospolitej stanowiła gminę jednostkową Ludwikówka w powiecie rohatyńskim w województwie stanisławowskim. 1 sierpnia 1934 roku w ramach reformy na podstawie ustawy scaleniowej weszła w skład nowej zbiorowej gminy Bursztyn, gdzie we wrześniu 1934 utworzyła gromadę Ludwikówka.
Podczas II wojny światowej w gminie Bursztyn w powiecie brzeżańskim w dystrykcie Galicja, licząc 783 mieszkańców.
W nocy z 17 na 18 lutego 1944 na polskich mieszkańcach dokonano zbrodni. Ludwikówka została otoczona i zaatakowana przez oddział UPA i lokalną bojówkę OUN. W wyniku ostrzału pociskami zapalającymi we wsi wybuchły pożary; spłonęło 180 gospodarstw. Część zabitych zginęła w płonących budynkach, część zamarzła ukrywając się w bieliźnie na polach. Ustalono 127 nazwisk ofiar. Według Szczepana Siekierki, H. Komańskiego i E. Różańskiego w wyniku napadu zginęło około 200 Polaków, 27 osób zostało rannych.
Po wojnie włączona w struktury ZSRR, gdzie cały jej teren zrównano z ziemią.
6 września 2009 reprezentanci polskich organizacji poświęcili odrestaurowane groby na miejscu starego cmentarza w Ludwikówce.

## Urodzeni w Ludwikówce
- Władysław Kuźniar –  polski rolnik, poseł na Sejm PRL[3].